# Stringence
La stringence est un terme utilisé pour décrire les conditions d'appariement de l'ARN ou de l'ADN.
En variant les conditions (principalement la concentration en sel, le pH et la température) un ARN ou ADN simple brin :
- Hybridation avec une cible parfaitement complémentaire (stringence élevée)- formation d'homoduplex
- Hybridation avec une cible qui n'est pas parfaitement complémentaire (faible stringence) - formation d'hétéroduplex

Une augmentation de la température ou une diminution de la concentration saline tend à augmenter la sélectivité de l'hybridation et donc augmenter la stringence.
L'utilisation d'une sonde à ADN de faible stringence peut se révéler utile lors de la recherche d'orthologies ou de paralogies,.